# جک مدیکا
جک مدیکا (به انگلیسی: Jack Medica) (زادهٔ ۱۵ اکتبر ۱۹۱۴) شناگر اهل ایالات متحده آمریکا است.